# Nationalisme pachtoune
Le nationalisme pachtoune (en pachto : پښتون ملتپالنه) est une idéologie qui considèrent que les Pachtounes forment une nation distincte et qu'ils doivent toujours être unis pour préserver leur culture et leur patrie. En Afghanistan, les partisans de cette forme de nationalisme favorisent l'idée d'un « Grand Afghanistan », qui comprendrait le Khyber Pakhtunkhwa, et serait gouverné directement selon les principes pachtounes,.

## Histoire
Parmi les activistes indépendantistes pachtounes célèbres contre le règne du Raj britannique, on peut citer Bāchā Khān, Abdul Samad Khan Achakzai et Mirzali Khan (Faqir d'Ipi). Bāchā Khān et ses partisans, les Khudai Khidmatgar, s'opposèrent fermement à la demande de la Ligue musulmane de toute l'Inde pour la partition de l'Inde,. Lorsque le Congrès national indien a déclaré accepter le plan de partition sans consulter les dirigeants de Khudai Khidmatgar, Bāchā Khān s'est senti accablé et a dit au Congrès : « vous nous avez jetés aux loups ». En juin 1947, Bāchā Khān, Mirzali Khan et le mouvement Khudai Khidmatgar déclarèrent la Résolution Bannu, exigeant que les Pachtounes aient le choix d'avoir un État indépendant du Pachtoune comprenant tous les territoires pachtounes de l'Inde britannique, au lieu d'être contraints à rejoindre le Pakistan. Cependant, les Britanniques refusèrent de se conformer à la demande de cette résolution, en raison de laquelle les Khudai Khidmatgars boycottent le référendum de 1947 dans la province frontalière du Nord-Ouest,.
Après la création du Pakistan, Bāchā Khān a prêté allégeance au pays nouvellement indépendant à l'Assemblée constituante du Pakistan et a déclaré qu'il continuerait à œuvrer pour une plus grande autonomie dans le cadre de l'État pakistanais. Cependant, Mirzali Khan et ses partisans ont refusé de reconnaître le Pakistan et ont poursuivi leur guérilla contre le gouvernement du nouvel État depuis leur base à Gurwek, avec le soutien du gouvernement afghan, mais ils n'ont pas eu beaucoup de succès et plus tard, Mirzali Khan lui-même a exprimé ses regrets et a déclaré que l'Afghanistan l'avait trompé et l'avait utilisé pour ses gains politiques au nom de l'islam. Il a également demandé à ses partisans de ne jamais aider l'Afghanistan contre le Pakistan en réalisant des complots contre le Pakistan.
En 1979, sous le secrétaire général Nour Mohammad Taraki, le régime khalqiste en Afghanistan a changé la carte officielle pour inclure la province du Nord-Ouest et le Baloutchistan comme nouvelles « provinces frontalières » de la république. Le régime khalqiste a également cherché à faire du pachto la seule langue du gouvernement afghan et la lingua franca, ce qu'il a fait en sapant le dari. L'hymne afghan de l'époque était seulement en pachto et non en dari. Jusqu'au renversement du régime du Parti démocratique populaire du Dr. Najibullah en 1992, les gouvernements afghans avaient favorisé le pachto dans les médias et plus de 50 % des médias afghans étaient en pachto. Après 1992 et la formation de l'État islamique d'Afghanistan dirigé par le Tadjikistan, ce nombre a chuté drastiquement.